# Pierluigi Peracchini
Pierluigi Peracchini (Salò, 23 dicembre 1964) è un politico italiano, sindaco della Spezia dal 29 giugno 2017, presidente della Provincia della Spezia dal 28 luglio 2019 e di ANCI Liguria dal 18 novembre 2024.

## Biografia
Nato a Salò da genitori umbri, dal 1974 vive alla Spezia, dopo il trasferimento del padre carabiniere nel capoluogo di provincia ligure.
Si diploma all’Istituto Geometri della Spezia, poi al Cisita. Consegue la laurea in Sociologia all'Università di Urbino, successivamente perfezionata con un Master in Scienze Amministrative.

### Attività lavorativa
Dal 1991 al 2001 ha lavorato presso il Ministero del Lavoro, quindi è diventato funzionario pubblico dell'Inail.
Ha rivestito numerosi incarichi sindacali nella Cisl, fino al ruolo di Segretario Generale provinciale che ha ricoperto per quasi nove anni, dal 2004 al 2013; dall'aprile del 2013 all'ottobre del 2014 è stato Segretario regionale confederale della Cisl Liguria.
Negli anni dell'impegno sindacale ha anche rappresentato i lavoratori nel Comitato Portuale della Spezia e nel Consiglio della Camera di Commercio. È stato inoltre consigliere di amministrazione di Promostudi, e ha fatto parte del Comitato di Distretto della Nautica e della Navalmeccanica della Regione Liguria.
Dal 2013 sino alla candidatura a sindaco è stato Consigliere di Indirizzo della Fondazione Cassa di Risparmio della Spezia.

### Sindaco della Spezia
In occasione delle elezioni amministrative del 2017, viene candidato come indipendente alla guida di una coalizione di centro-destra (Forza Italia - Fratelli d'Italia, La Spezia Popolare, Lega Nord e due liste civiche) per la carica di sindaco della città della Spezia. Al primo turno raccoglie il 32% rispetto al 25% del suo avversario del centro-sinistra. Viene poi eletto sindaco al ballottaggio del 26 giugno con quasi il 60%.
Presso l'ANCI (Associazione Nazionale Comuni Italiani) ricopre i seguenti incarichi: Consigliere nazionale Anci, Membro della commissione nazionale Anci "Pubblica amministrazione, personale e relazioni sindacali", Membro della commissione nazionale Anci "Servizi pubblici locali", Membro della commissione nazionale Anci "Città portuali", Invitato permanente Ufficio di Presidenza Anci Liguria, Membro del Direttivo Federsanità  Anci Liguria.
Peracchini si ricandida alle elezioni amministrative del 2022 sostenuto dalle liste La Spezia Civica Peracchini Sindaco, Spezia Vince, Toti per Spezia, Lega, Fratelli d’Italia, Forza Italia e UDC, con il supporto di Noi con l'Italia e Nuovo PSI. Il 13 giugno 2022 viene rieletto al primo turno con il 53,58% delle preferenze (pari a 19.379 voti), con un distacco di 16 punti percentuali dall’avversaria del centro-sinistra Piera Sommovigo. La sua lista civica La Spezia Civica Peracchini Sindaco è la prima componente politica della città con il 18,13%.
Dal 18 novembre 2024 è Presidente di ANCI Liguria, subentrando a Marco Bucci, dopo aver ricoperto dal 18 novembre 2022 il ruolo di vicepresidente vicario.

### Presidente della provincia della Spezia
Il 28 luglio 2019 diventa anche presidente della Provincia della Spezia con 147 voti, pari a 39.384 voti ponderati (equivalenti al 55,2% del totale).
Presso UPI (Unione Province d'Italia) ricopre i seguenti incarichi: Membro del Comitato Direttivo nazionale UPI, Coordinatore Commissione nazionale finanza locale UPI, Vicepresidente nazionale Comitato di settore del comparto Autonomie Locali UPI, Presidente Unione Regionale UPI, Liguria Coordinatore regionale province UPI Liguria.
Nell’aprile 2021, in qualità di membro del Comitato Direttivo Nazionale dell’Unione Delle Provincie Italiane (UPI) e di coordinatore della commissione nazionale finanza locale di UPI è intervenuto in audizione alla seduta delle commissioni congiunte bilancio del Senato della Repubblica e della Camera dei Deputati, dove ha evidenziato la posizione degli enti nel contesto del dibattito sul “documento di economia e finanza per il 2021 (DEF)”.
Il 16 giugno 2021 è stato designato dalla Presidenza di UPI, su delega diretta del Presidente nazionale Unione Province d’Italia Michele de Pascale, per rappresentare la stessa UPI al “Tavolo tecnico-politico per l'approfondimento di tematiche concernenti la finanza locale”, anche in qualità di “Componente Direttivo UPI” e “Responsabile UPI Finanza locale”.
Peracchini si candida, nell’ottobre 2023, per un nuovo mandato come Presidente della Provincia della Spezia. Il 26 ottobre viene riconfermato nella carica vincendo le elezioni di secondo livello (votano sindaci e consiglieri provinciali) con 180 preferenze (il 65.2% dei voti validi), pari 48232 voti ponderati, contro le 96 preferenze (il 34.7% dei voti validi), pari a 32882 ponderati, del candidato di area centro sinistra (Alessandro Silvestri).
Nel gennaio 2024 è stato nominato rappresentante di Upi (Unione delle Province d’Italia) all’Osservatorio nazionale sulle periferie, ente costituito alla fine del 2023 dal Ministero dell’Interno.
Il 16 aprile 2025 è stato nominato, dal Presidente dell’Unione delle Province d’Italia (UPI) Pasquale Gandolfi, Responsabile UPI per le politiche del personale per le Province italiane. 

#### Attività politica
Nel 2019 è stato il promotore della Conferenza di servizi che ha avviato i primi passi del procedimento amministrativo per la realizzazione del molo crocieristico e la stazione marittima di Calata Paita. Il progetto prevede: albergo a cinque stelle, acquario, "strutture dedicate a funzioni vitali per la popolazione", l'adeguamento della rete fognaria urbana, l'attrazione di navi da crociera presenti nel Mediterraneo.
In qualità di Presidente della Provincia della Spezia ha avviato un piano di riorganizzazione economica dell'ente per uscite dalla condizione di bilancio in pre dissesto in cui la stessa Provincia si trovava da prima del 2019, programma che si concretizza nel gennaio 2025 con una deliberazione della Corte dei conti che certifica l'avvenuto risanamento finanziario dell'Ente.
Sempre come Presidente della Provincia inizia il progetto di potenziamento delle rete stradale provinciale che si concretizza con la costruzione del nuovo ponte sul fiume Magra tra Santo Stefano Magra e Ceparana.
Il 27 settembre 2019, insieme al vescovo della Spezia-Sarzana-Brugnato Luigi Ernesto Palletti, presenzia nel centro città tra moltissime polemiche all'intitolazione di Largo san Josemaría Escrivá de Balaguer, una delle prime piazze italiane a portare il nome del fondatore dell'Opus Dei.
Il 23 ottobre 2021, portando a realizzazione un atteso progetto di recupero con l’inaugurazione del Parco delle Mura (ovvero il tratto principale della antiche mura ottocentesche cittadine che, ripulite e risanate le aree circostanti, sono divenute così fruibili all’interno di un percorso ambientale alle spalle della città), apre alla fase operativa il tanto auspicato programma di valorizzazione delle molte fortificazioni spezzine, “La Spezia Forte”, che riguarda anche la zona medioevale dell'ex Convento delle Clarisse, i rifugi antiaerei della Seconda Guerra Mondiale e gli spazi bunker della Guerra Fredda, inseriti in un percorso visitabile ed in parte musealizzati.
Nel corso del mandato ha promosso politiche a supporto del comparto nautico che, con il solo programma del Miglio Blu, hanno già creato oltre 14 mila posti di lavoro, oltre ed un indotto di area ben evidente, questo con opportunità di impiego per giovani laureti e tecnici specializzati, ma anche con una vera riqualificazione di un’area del golfo che, oggi, vede la presenza di marchi leader mondiali, come Ferretti-Riva, San Lorenzo, il gruppo Gavio, Italian Sea Group di Costantino e Giorgio Armani, Perini, Lamborghini, quindi realtà importanti, quotate in borsa, aziende che operano sullo scenario internazionale.
Il 4 agosto 2023, a seguito di un complesso accordo internazionale dove il Comune della Spezia ed il Sindaco hanno svolto un importante ruolo di mediazione, ha partecipato in rappresentanza della Città della Spezia e del Paese alla cerimonia di riconsegna della Croce Argentea (o Croce Zaratina) al Monastero di San Francesco a Zara. L’oggetto votivo, molto importante per le comunità religiose balcaniche, è così tornato nel luogo d’origine, accolto dal Governo croato e dai fedeli di Zara, da dove era stato trafugato negli anni settanta, per poi finire, dopo un regolare acquisto ad un’asta internazionale, tra i pezzi della collezione Lia esposta alla Spezia.
Nell’ambito di un gemellaggio tra la città della Spezia e alcuni territori amministrativi della cinesi ha rafforzato i rapporti culturali e commerciali tra l’Italia e la Cina, con scambi costanti tra le amministrazioni provinciali e comunali della Spezia ed i territori cinesi, in particolare con città di Zhuhai, gemellata con La Spezia, e il governo locale della provincia di Jilin.
In qualità di Sindaco della Spezia a gestito il programma di ambientalizzazione del territorio urbano della città, concordando la chiusura della centrale a carbone Enel in località Vallegrande, avviando il processo di demolizione della stessa e della riconversione ad usi produttivi e civili dell’area. Inoltre ha operato, quale Presidente della Provincia, per garantire il rispetto delle norme ambientali nel sito di rigassificazione di GNL Italia, in località Panigaglia, arrivando per la prima volta ad ottenere l’abbattimento di oltre il 40 % di tutte le emissioni inquinanti e l’azzeramento delle emissioni di metano nell’atmosfera.